# Claustropyga brevichaeta
Claustropyga brevichaeta är en tvåvingeart som först beskrevs av Werner Mohrig och Evgenia Antonova 1978.  Claustropyga brevichaeta ingår i släktet Claustropyga och familjen sorgmyggor. Arten är reproducerande i Sverige. Inga underarter finns listade i Catalogue of Life.